# حصن في بروكلين
حصن في بروكلين: العرق والعقارات وصنع الحسيدية ويليامزبرغ هو كتاب واقعي من تأليف أستاذ الدراسات اليهودية ناثانيال دويتش والمؤرخ مايكل كاسبر، نشرته مطبعة جامعة ييل في مايو 2021. حصل على مراجعات جيدة بشكل عام في كل من كتب نيويورك والأخبار اليهودية لشمال كاليفورنيا والمجلة اليهودية في لوس أنجلوس الكبرى.

## المحتويات
يُؤرخ الكتاب المكون من 391 صفحة بدقة تاريخ المجتمع الناطق باللغة اليديشية في ويليامزبرغ (بروكلين، نيويورك): بدايته الصارمة في سنوات ما بعد الحرب العالمية الثانية من خلال موجة من هجرة اليهود الحسيديين نشأت من شتيتلات أوروبا الشرقية، وعلاقاتها المثيرة للجدل مع المجتمعات الأمريكية الأفريقية والبورتوريكية المجاورة، وتحسينها المتردد جزئيًا ولكن التدريجي من قبل قوى التجارة والتنمية الحضرية. كما أنه يُغطي السرد عن الجوانب التاريخية والعنصرية والاجتماعية والسياسية والعمرانية والعاطفية.

## النقد
يرى النُقاد من مُختلف المصادر أن الكتاب مقنع صموئيل شتاين من مجلة التيارات اليهودية 2021.  رائع زلمان نيوفيلد من شبكة الكتب الجديدة،  مبهج، مقنع، مثير للاهتمام بينيت بومر من جريدة المستقل .  بن روثكي من تايمز أوف إسرائيل أشاد بالسرد الساحر،  بينما أشار غابي س. تينين من مركز جوثان إلى الكتاب على أنه مفصل ومكتوب بشكل واضح وتحذير لما يقرب من خمسين عامًا من الدراسة. 

## الجوائز
فاز الكتاب بجائزة الكتاب اليهودي الوطني رقم 71 في الدراسات اليهودية الأمريكية (2022) التي قدمها مجلس الكتاب اليهودي تقديرًا للتدريب الرائع والحساسية والأسلوب العلمي الذي يميز المؤلفين. 